# Cerva Dániel
Cerva Dániel (Szepesváralja, 1732 – Késmárk, 1808. október 7.) evangélikus lelkész.

## Élete
Iskoláit Lőcsén, Dobsinán és Sopronban járta; 1753-ban Jénába ment az egyetemre, majd  két év mulva Halléba, ahol 1757-ig időzött és mint magántanár  matematikai előadásokat tartott; 1758-ban a riszdorfi evangélikus egyház hívta meg papjának; 1774-ben Késmárkra ment lelkésznek.

## Művei
- Gedächtnissfeier auf den Tod Josephs II. gehalten zu Kesmark den 25. März 1790. (Megemlékezés II. József halála alkalmából Késmárkon, 1790. március 25-én)  Lőcse, 1790.